# Peter Wu Yishun
Peter Wu Yishun (chinesisch 吳奕順, Pinyin Wú Yíshùn; * 7. Dezember 1964 in Ningde, Fujian) ist ein chinesischer römisch-katholischer Geistlicher und Bischof der Apostolischen Präfektur Shaowu.

## Leben
Peter Wu Yishun studierte von 1985 bis 1992 Philosophie und Katholische Theologie am Priesterseminar in Sheshan. Am 15. August 1992 empfing er das Sakrament der Priesterweihe für das Bistum Xiamen. Anschließend wurde er in die Apostolische Präfektur Shaowu entsandt. Dort wirkte er als Pfarrer in Nanping. Später fungierte er zudem als Verantwortlicher für die Apostolischen Präfekturen Shaowu und Jian’ou.
Am 16. Dezember 2023 ernannte ihn Papst Franziskus zum Bischof der Apostolischen Präfektur Shaowu. Die Ernennung wurde jedoch erst am 31. Januar 2024 bekanntgegeben. Am selben Tag spendete ihn der Bischof von Peking, Joseph Li Shan, in der Mariä-Geburt-Kirche in Chengguan die Bischofsweihe; Mitkonsekratoren waren der Bischof von Xiapu, Vincent Zhan Silu, und der Bischof von Xiamen, Joseph Cai Bingrui, sowie der Bischof von Ningpo, Francis Xavier Jin Yangke.